# Mirosław Kalinowski
Mirosław Kalinowski, né le 22 avril 1949, est un ancien joueur de basket-ball polonais. Il évolue au poste d'ailier.